# Aérospatiale AS565 Panther
Pour les articles homonymes, voir Panther.
L'Aérospatiale AS565 Panther est un hélicoptère français moyen polyvalent, c'est la version militaire du SA365 Dauphin. Le Panther peut être utilisé dans un large éventail de rôles militaires : appui feu, lutte anti-sous-marine, lutte antinavire, recherche et sauvetage (SAR), transport de troupes, évacuation sanitaire (Evasan) et de renseignement d'intérêt maritime (ISR) depuis le standard 2. Depuis les changements opérés par Airbus Helicopters en janvier 2014, il est renommé AS565 MBe.

## Les versions

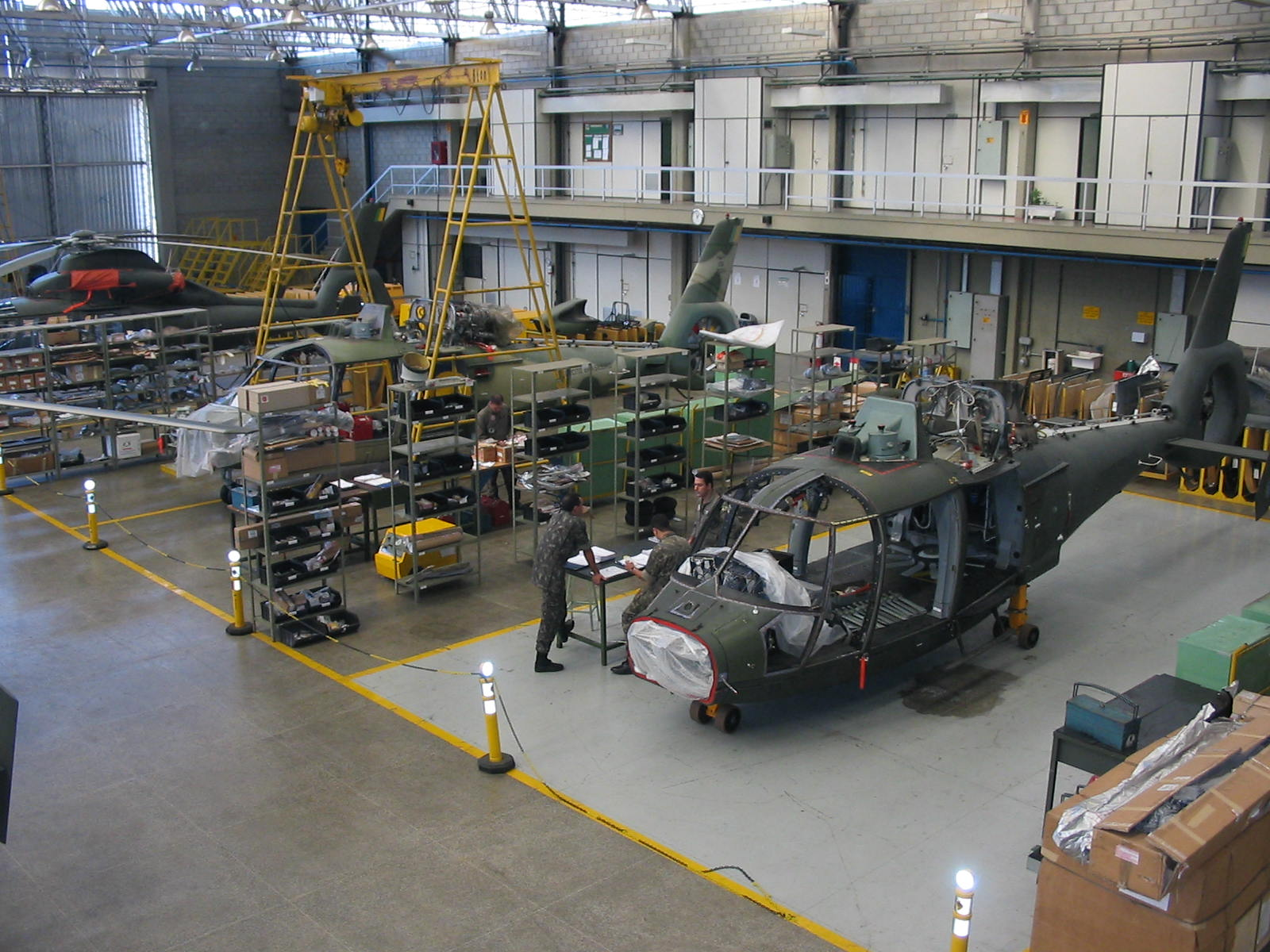
AS 565K dans la ligne de maintenance du bataillon de maintenance et d'approvisionnement de l'Aviation de l'armée brésilienne en 2004.

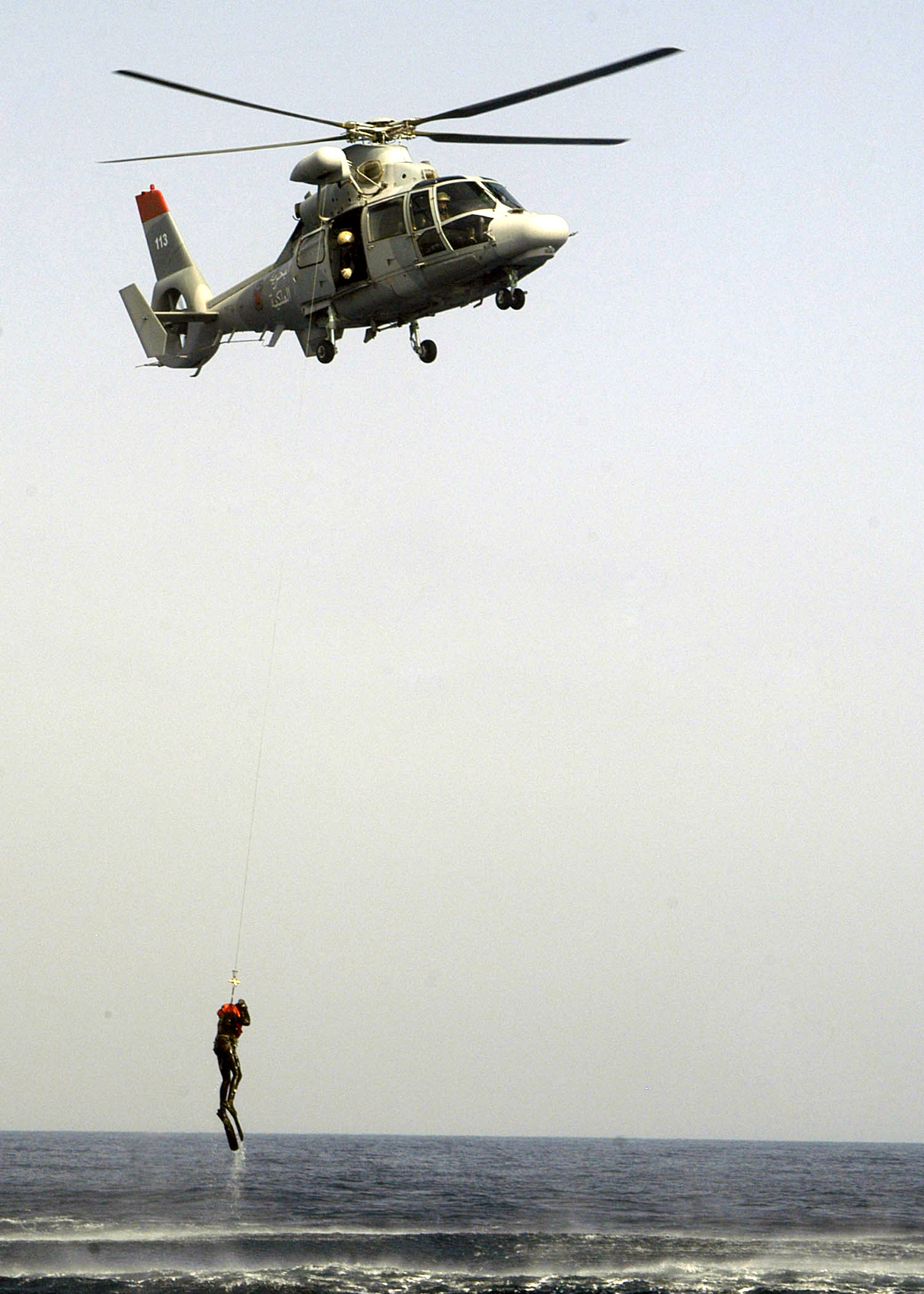
Hélicoptère AS.565M Panther de la marine marocaine faisant un exercice de sauvetage en 2006.

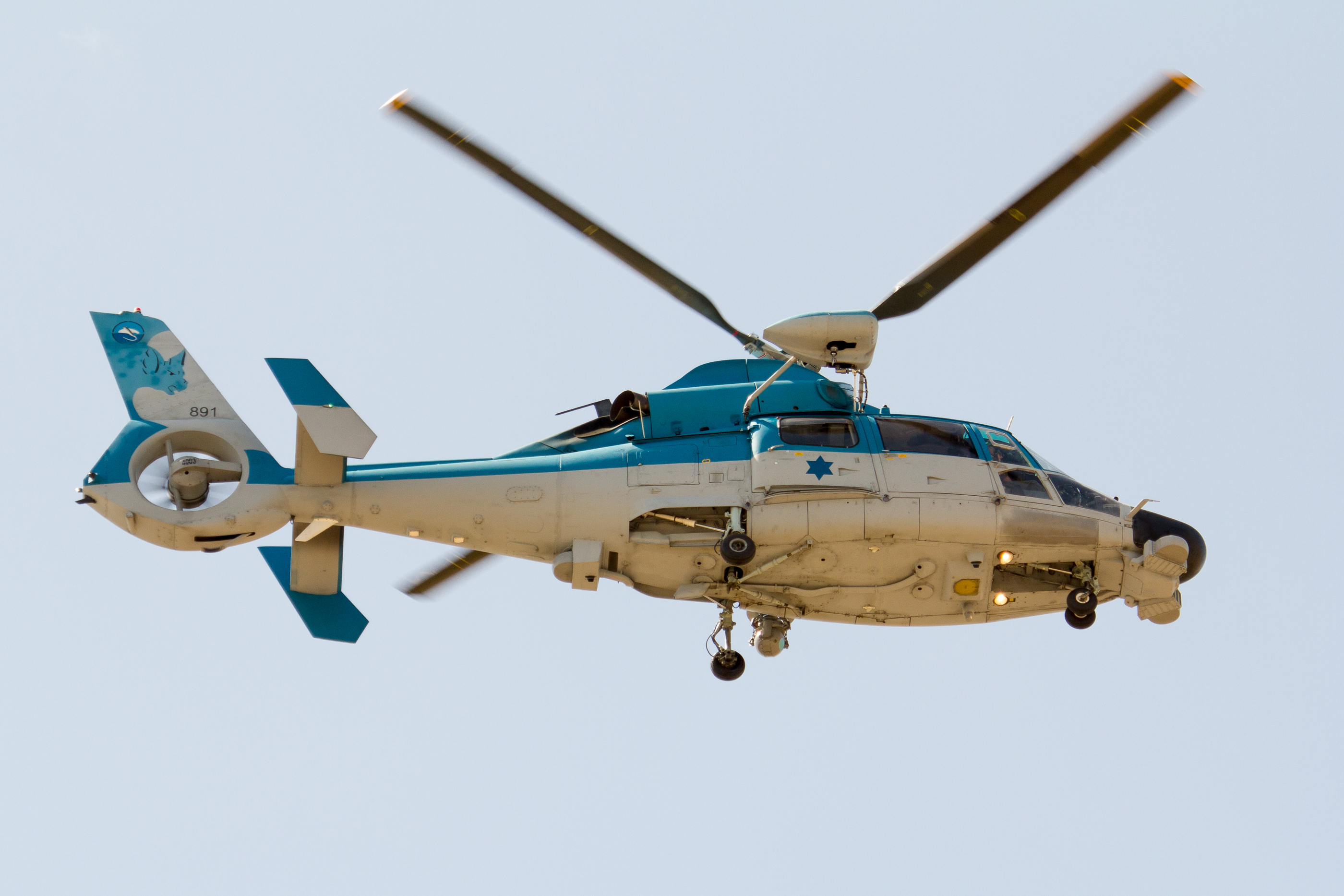
AS.565 Panther de l'IAF en 2017.

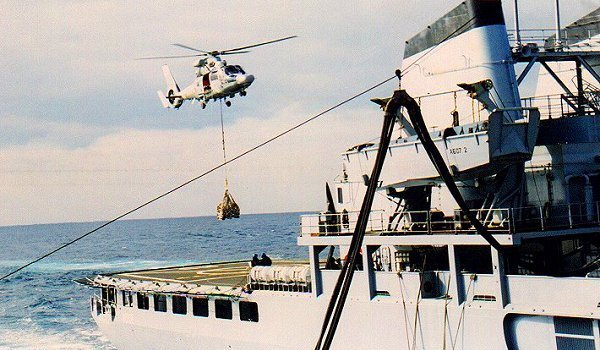
L'hélicoptère Panther de la frégate Cassard effectue un transfert de charge légère avec le PR Meuse en 1980.

- SA.365M Dauphin 2 : Annoncée dès 1979, la version tactique du Dauphin 2 effectua son premier vol le 29 février 1984. Il s’agissait en fait d’un SA.365N (c/n 5005) remotorisé avec des turbines Turboméca TM.333-1M de 913 ch, capable de transporter 10 fantassins grâce à une masse maximale portée à 4 077 kg. Il fut suivi de deux appareils de développement (c/n 6011 et 6097), des SA.365N1 modifiés. L’appareil devait se décliner ensuite en diverses versions.
- AS.365K Panther : SA.365N à turbines Arriel 1M1 de 748 ch. Rebaptisé AS.565K.
- AS.565UA Panther : Version utilitaire multirôle, c’est un transport de troupes d’assaut pour 10 fantassins équipés et 2 hommes d’équipage sur 400 km. Cet appareil peut se transformer en fonction des besoins en poste de commandement aérien, appareil de guerre électronique ou marqueur de cibles, transport sanitaire… Le premier client a été la Force aérienne nationale angolaise.
  - AS.565UB Panther : Succède en 1997 au précédent (capacité 1 600 kg).
- AS.565AA Panther : Version d’attaque de base.
  - HM-1 Pantera : Désignation du AS.565AA Panther dans l’armée brésilienne.
  - AS.565AB Panther : Succède en 1997 au AS.565AA, et peut emporter 2 packs de 22 roquettes TDA de 68 mm, 2 lanceurs de 19 roquettes de 2,75, 2 canons GIAT M621 de 20 mm en conteneur (180 obus chacun) ou 4 missiles air-air Mistral.
  - AS.365CA Panther : Version anti-char avec missiles HOT.
- AS.565MA Panther : Version navale non armée de surveillance maritime et sauvetage.
- AS.565MB Panther : Succède en 1997 au précédent, avec un radar de recherche et des options d’équipement plus importantes. Ce modèle est en particulier équipé du système Harpoon permettant le décollage et l’atterrissage depuis un navire quelle que soit la direction relative des vents.
- AS.565N3 Panther : Version de surveillance maritime destinée à la Force aérienne grecque.
- AS.565SA Panther : Version de lutte antinavire, équipée d'un radar de recherche, d'une tourelle FLIR, d'une centrale inertielle et d'un GPS, du système Elbit de communication et d’auto-défense. 16 exemplaires utilisés par la Marine nationale sur ses frégates et sur le porte-avions nucléaire Charles-de-Gaulle et 20 exemplaires commandés en avril 1994 par Israël, où ils sont baptisés Atalef. Les appareils mis au standard 2 permettent aussi de remplir des missions de renseignement d'intérêt maritime (ISR), capacité qui avait été perdue dans la marine nationale après le retrait des Breguet Alizé des porte-avions Clemenceau et Foch[2].
- AS.365SB Panther : Succède en 1997 au précédent. La version ASW a un sonar Sextant Avionique MAD ou Thomson Sintra ASM HS 312 et deux torpilles, quatre missiles guidés radar antinavires AS 15TT, la version recherche et sauvetage a un radar de recherche Omera ORB 32 sous le nez, d'une portée d'environ 50 nautiques, les versions antinavires ont un radar stabilisé Agrion 15 sous le cockpit.
- AS.365SC Panther : Version SAR destinée à remplacer les SA.365F Dauphin 2 de l’Arabie saoudite.
- Aérospatiale HH-65 Dolphin : Version SAR destinée à l'United States Coast Guard en service à partir de 1984; Fabriquée aux États-Unis.
- MH-65 Dolphin : HH-65 transformé en appareil polyvalent à partir de 2002.
- Panther 800 : Proposée sans succès à l’United States Army pour le programme Light Utility Helicopter avec 2 turbines T800.

## Utilisateurs
- Arabie saoudite : 20 AS.565SA et 4 AS.565MA livrés à la Marine royale saoudienne dans les années 1980.
- Angola : 5 AS.565AA d’attaque et 8 AS.565UA de transport de troupes d’assaut.
- Brésil : 36 AS.565AA livrés à commandement aérien de l'armée de terre brésilienne, qui les a baptisés HM-1 Pantera. Ils équipent les trois escadrilles du 1re GavEx (Taubaté) et la troisième escadrille du 2e GavEx. L’armée brésilienne a perdu 2 appareils en 2004 et un en juillet 2006.
- Bulgarie : 6 AS.565MB doivent être livrés à la marine bulgare en 2010/2011 pour les missions de surveillance maritime, SAR, lutte ASM et attaque de navires de surface.
- Corée du Sud : 2 hélicoptères d’attaque Panther AS 565 MB en 2003.
- Émirats arabes unis : En 1996, la marine émitari a commandé 7 AS.565SB qui ont été livrés en 2001/2002. Équipés du radar Thales Agrion et de missiles AS-15TT, ils peuvent assurer des missions SAR ou de transport VIP, de transport sanitaire ou opérer depuis les frégates Alcyon ou les futures corvettes de classe Baynunah.
- États-Unis : 96 HH-65A Dolphin ont été commandés par la United States Coast Guard en 1979 et réceptionnés à partir de 1984. 102 sont en service en 2010[3]. 100 le 8 mars 2017. La cinquième version, MH-65E, entre en version en 2018[4],[5],[6].
- France : 16 AS.565SA pour la Marine nationale; regroupés au sein de la flottille 36F de Hyères.
- Grèce [réf. nécessaire]
- Royaume-Uni[réf. nécessaire]
- Inde[réf. nécessaire]
- Indonésie : 11 AS565 MBe en version de lutte anti sous-marine ont été commandés pour la marine indonésienne en 2014[7]. Ils sont équipés entre autres du sonar trempé HELRAS de L3 Ocean Systems, et emporteront des torpilles. Les différents équipements seront intégrés par PT Dirgantara Indonesia. Les corvettes de la classe Bung Tomo en seront équipées chacune d'un exemplaire[8]. Les 3 premiers sont livrés en novembre 2016, les derniers en 2018[9].
- Israël 5 AS.565MA baptisés Atalef sont stationnés à Ramat David (193 Tayeset, 193e escadron), à la disposition de la Marine puisqu’ils peuvent embarquer sur les corvettes.
- Maroc 3 AS.565MA elles opèrent depuis les frégates de la classe Floréal.
- Mexique 2 AS.565SB [MAM-01/02] ont été livrés à la marine mexicaine le 30 juin 2005. 10 AS.565MBe' sont livrés entre septembre 2016 et décembre 2017[10].
- Taïwan[réf. nécessaire]
- Thaïlande[réf. nécessaire]

## Accidents
Le 9 juin 2017, un AS-565MB Panther de la marine bulgare s’abîme en mer Noire lors d'une campagne de tir sur cibles navales flottantes dans le cadre des préparations pour l’exercice de l’OTAN Black Sea 2017. Embarqué sur la frégate Drazki, l'hélicoptère a effectué une chute de 25 mètres en plongeant vers l'eau. Outre le pilote, l'hélicoptère transportait trois militaires dont un observateur de l'OTAN. L'équipage a été rapidement secouru mais le pilote est décédé des suites de ses blessures.

## Complément